# Нос (присілок)
Нос (рос. Нос) — присілок Бокситогорського району Ленінградської області Росії. Входить до складу Єфімовського міського поселення.
Населення — 28 осіб (2003 рік). 